# Zdravčići
Zdravčići (cyr. Здравчићи) – wieś w Serbii, w okręgu zlatiborskim, w gminie Požega. W 2011 roku liczyła 444 mieszkańców.